# Jan Maciejowski (reżyser)
Jan Maciejowski ps. „Gnom” (ur. 26 czerwca 1930 w Płocku) – polski reżyser, dyrektor teatrów, pedagog.

## Życiorys
Podczas II wojny światowej od 1942 był członkiem konspiracyjnej drużyny harcerskiej „Zawiszy” im. Stefana Czarnieckiego. Był także łącznikiem dowódcy odcinka AK „Ochota” w rejonie Placu Narutowicza w IV Obwodzie „Grzymała” (Ochota) Warszawskiego Okręgu Armii Krajowej.
Po II wojnie światowej był asystentem reżysera w warszawskich teatrach: Polskim (1949–1950), Ateneum im. Stefana Jaracza (1950–1951), Narodowym (1951–1952) i Współczesnym (1952–1953). W 1953 ukończył studia na Wydziale Reżyserii Państwowej Wyższej Szkoły Teatralnej w Warszawie. W latach 1953–1954 był reżyserem Teatru Powszechnego w Łodzi, następnie Teatru im. Juliusza Osterwy w Lublinie (1954–1955) i Teatru im. Wojciecha Bogusławskiego w Kaliszu (1955–1956). W latach 1956–1959 roku był reżyserem Państwowych Teatrów Dramatycznych w Szczecinie. W latach 1960–1961 był reżyserem Teatru Polskiego w Poznaniu. W okresie 1961–1962 był dyrektorem naczelnym i artystycznym Bałtyckiego Teatru Dramatycznego im. Juliusza Słowackiego w Koszalinie i w Słupsku. W latach 1963–1969 był dyrektorem naczelnym i artystycznym PTD. Następnie był reżyserem w Teatru Narodowego w Warszawie (1969–1971), reżyserem, dyrektorem naczelnym i artystycznym Teatru im. Stefana Jaracza w Łodzi (1971–1979) i w Teatru Śląskiego im. Stanisława Wyspiańskiego w Katowicach (1981–1991). W latach 1971–1972 wykładał na PWSFTviT w Łodzi, a w latach 1975–1993 na Wydziale Reżyserii PWST w Krakowie, od 1990 jako profesor.
Współpracował m.in. z Akademickim Teatrzykiem Satyrycznym „Skrzat”, Teatrem „13 Muz”, Teatrem Krypta oraz Operetką. Był jurorem Przeglądu Teatrów Małych Form „Kontrapunkt” w Szczecinie. Ponadto wyreżyserował ponad 250 przedstawień w teatrach dramatycznych i operowych, telewizji i w radio, w tym m.in. za granicą, m.in. w Bułgarii, Czechosłowacji, Jugosławii, USA i w ZSRR.
W 2001 roku awansowany ze stopnia szeregowego na stopień podporucznika Wojska Polskiego w stanie spoczynku.

## Odznaczenia
- Odznaka pamiątkowa Akcji „Burza”,
- Odznaka i Patent (nr 46109) „Weteran Walk o Wolność i Niepodległość Ojczyzny”[1],
- Odznaka „Zasłużony Działacz Kultury” (1966),
- Honorowa Odznaka Miasta Łodzi (1974),
- Medal 30-lecia Polski Ludowej (1974),
- Krzyż Kawalerski Orderu Odrodzenia Polski (1979)[2].

## Nagrody
- Nagroda Rady Narodowej Leningradu,
- Nagroda Artystyczna miasta Szczecina,
- Nagroda im. Leona Schillera przyznawana przez ZASP (1964)[2].